# Hińczowa Kopka

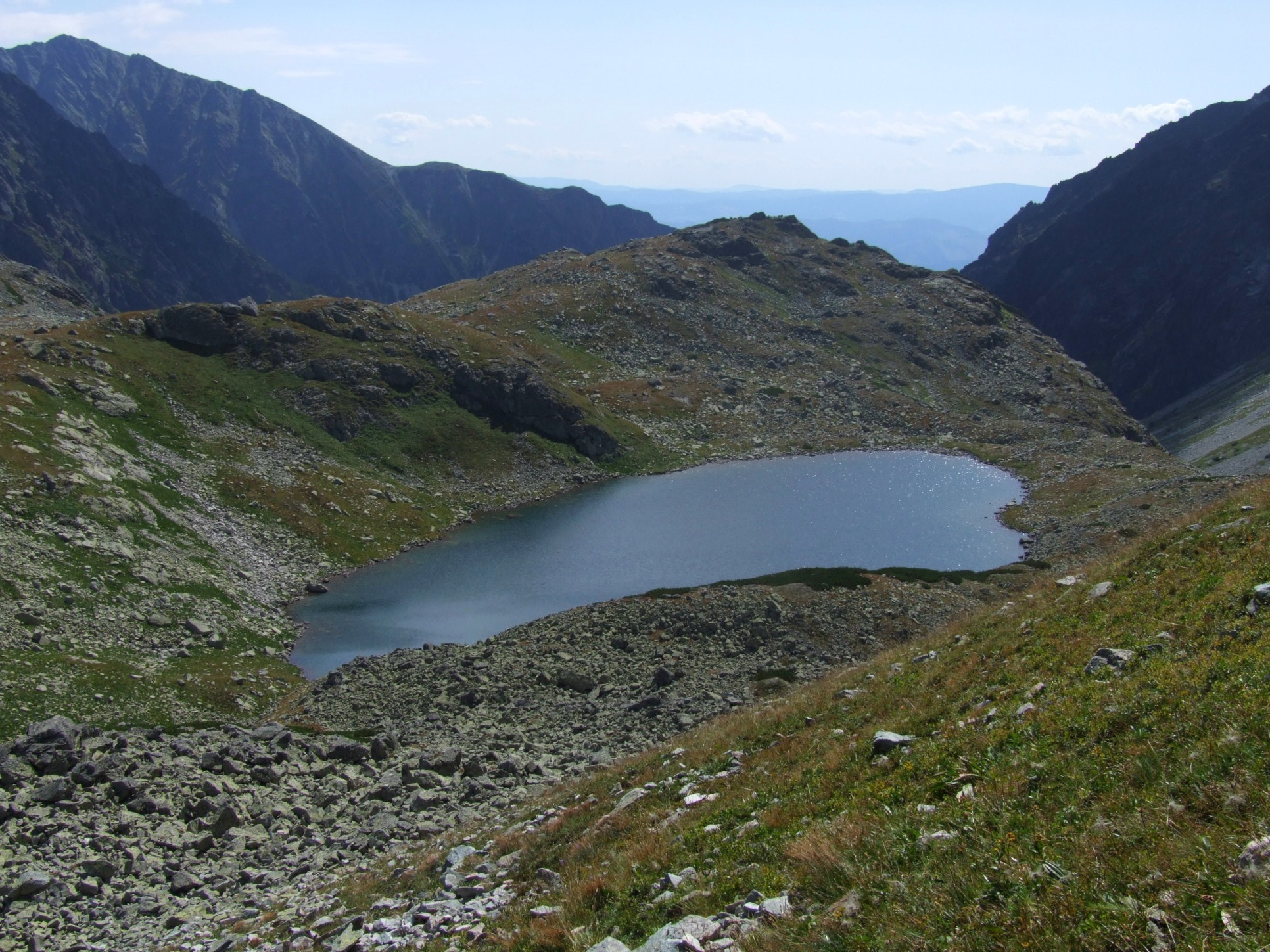
Mały Hińczowy Staw i wznosząca się nad nim Hińczowa Kopka

Hińczowa Kopka – kopulaste, kamienisto-trawiaste wzniesienie w Dolinie Mięguszowieckiej w słowackich Tatrach Wysokich. Znajduje w zakończeniu grzędy oddzielającej Dolinę Hińczową od Dolinki Szataniej. Grzęda ta odbiega od Koprowego Wierchu w kierunku południowym. Początkowo ma postać bardzo niewybitnej grzędy, niżej przekształcającej się w mało stromy, szeroki, trawiasty i poprzetykany skałkami wał zakończony Hińczową Kopką. Poniżej Hińczowej Kopki ciągnie się on na południe jeszcze na długości kilkuset metrów.
Po północno-zachodniej stronie Hińczowej Kopki znajduje się Mały Hińczowy Staw.